# SS-Zivilabzeichen
Het SS-Zivilabzeichen (Nederlands: SS-burgerinsigne) was een speld ter herkenning van SS'ers. Hij werd op burgerkleding gedragen om te tonen dat men lid was (of was geweest) van de SS. Na een schriftelijke aanvraag bij het SS-Hauptamt werd de speld uitgereikt. Er waren twee versies. Doorgaans was het insigne van non-ferrometaal. Tevens was er een duurdere versie van zilver. De lidmaatschapsspelden werden in volgorde van uitreiking genummerd. Een SS'er die een speld had, kreeg in zijn Wehrpass een aantekening met het uitreikingsnummer. Adolf Hitler kreeg het ere-nummer 1 toegekend.